# Затоп
Затоп је врста јела и доста се употребљава у Црној Гори и источној Херцеговини. У неким крајевима га називају и подробац. Јело је доста калорично. Затоп се конзумира у хладном и топлом стању. Припрема се од ситно исјецканих изнутрица.
Крајем јесени и почетком зиме припрема се зимница од сувог меса, па да изнутрице не би остале неискоришћене, од њих се спрема затоп.